# Pseudocatharylla polyxena
Pseudocatharylla polyxena là một loài bướm đêm trong họ Crambidae.